# Pseudorabdion sirambense
Pseudorabdion sirambense — вид змій родини полозових (Colubridae). Ендемік Індонезії.

## Поширення і екологія
Pseudorabdion sirambense відомі за двома зразками, зібраними на острові Сулавесі у 1890 і 2012 роках. Вони живуть в тропічних лісах, поблизу водойм.